# El fill de King Kong
El fill de King Kong (en anglès, Son of Kong) és una pel·lícula d'aventures de l'any 1933, seqüela de la pel·lícula King Kong. Ha estat doblada al català.

## Argument
La història transcorre aproximadament un mes després del dramàtic final del primer lliurament, i segueix els passos de les noves aventures de Carl Denham (interpretat de nou per Robert Armstrong), ara implicat en nombrosos plets a causa de la destrucció causada per Kong. Denham surt de Nova York amb el mateix capità del vaixell que va portar a Kong a la civilització, i s'uneixen amb el mariner que va vendre a Carl el mapa d'Illa Calavera (Hellstrom), que creu que l'illa guarda un gran tresor. Al costat de Hilda, una ensinistradora de mones per a números de circ, es dirigeixen a l'Illa Calavera, on coneixen a Kiko, el suposat fill de Kong i últim en la seva espècie (nom usat durant la producció però mai no esmentat a la pel·lícula). Va ser produïda i estrenada el 1933, immediatament després de King Kong, i va ser un modest èxit.
Ja que Kong va tenir un fill, també va haver de tenir una companya, i això és un misteri. Desafortunadament Kiko mor, com totes les criatures d'Illa Calavera, quan aquesta s'enfonsa al mar a causa d'un gran terratrèmol.
En l'estrena del film, es desconeixia l'existència de goril·les albins com el de la pel·lícula; el primer goril·la albí documentat va ser Floquet de Neu, capturat a Guinea Equatorial el 1966 i símbol del Zoo de Barcelona.

## Repartiment
- Robert Armstrong: Carl Denham
- Helen Mack: Hilda (nom donat només als crèdits inicials)
- Frank Reicher: Capità Englehorn
- John Marston: Nils Helstrom
- Victor Wong: Charlie
- Edward Brady: Red
- Noble Johnson: Cap nadiu (no surt als crèdits)
- Steve Clemente: Doctor (no surt als crèdits)
- Clarence Wilson: Pare de Hilda (no surt als crèdits)
- Kathrin Clare Ward: Sra. Hudson (no surt als crèdits)